# 新兴区 (七台河市)
新兴区是黑龙江省七台河市下辖的一个市辖区。地形处在完达山余脉的大架山和马鞍山中间的低山丘陵地区，属北温寒带气候。位于七台河市区西部，东与桃山区，西、北与桦南县，南与鸡西市交界。

## 行政区划
新兴区下辖8个街道办事处、1个镇、1个乡：
兴安街道、兴富街道、兴和街道、兴盛街道、欣源街道、北山街道、兴华街道、金沙街道、红旗镇、长兴乡和七台河经济开发区管理委员会。

## 人口
根据第七次人口普查数据，截至2020年11月1日零时，新兴区常住人口为158418人。